# كوفشتاين
كوفشتاين (النطق الألماني: [ˈkʊfˌʃtaɪ̯n])، هي مدينة في ولاية تيرول النمساوية، المقر الإداري لمقاطعة كوفشتاين [الإنجليزية]. يبلغ عدد سكانها حوالي 19600 نسمة وهي ثاني أكبر مدينة في تيرول بعد عاصمة الولاية إنسبروك. أعظم معلم فيها هي قلعة كوفشتاين [الإنجليزية] التي ذُكرت لأول مرة في القرن الثالث عشر. كانت المدينة هي مسقط رأس عائلة كوفشتاين النمساوية النبيلة.
| البيانات المناخية لـ{{{location}}} | البيانات المناخية لـ{{{location}}} | البيانات المناخية لـ{{{location}}} | البيانات المناخية لـ{{{location}}} | البيانات المناخية لـ{{{location}}} | البيانات المناخية لـ{{{location}}} | البيانات المناخية لـ{{{location}}} | البيانات المناخية لـ{{{location}}} | البيانات المناخية لـ{{{location}}} | البيانات المناخية لـ{{{location}}} | البيانات المناخية لـ{{{location}}} | البيانات المناخية لـ{{{location}}} | البيانات المناخية لـ{{{location}}} | البيانات المناخية لـ{{{location}}} |
| الشهر                              | يناير                              | فبراير                             | مارس                               | أبريل                              | مايو                               | يونيو                              | يوليو                              | أغسطس                              | سبتمبر                             | أكتوبر                             | نوفمبر                             | ديسمبر                             | المعدل السنوي                      |
| ---------------------------------- | ---------------------------------- | ---------------------------------- | ---------------------------------- | ---------------------------------- | ---------------------------------- | ---------------------------------- | ---------------------------------- | ---------------------------------- | ---------------------------------- | ---------------------------------- | ---------------------------------- | ---------------------------------- | ---------------------------------- |
| [بحاجة لمصدر]                      |                                    |                                    |                                    |                                    |                                    |                                    |                                    |                                    |                                    |                                    |                                    |                                    |                                    |

## الموقع
تشترك في الحدود مع:
- كيفيرسفيلدن.

## مدن توأم
المدن التوأم:
- أماصيا
- فراونفيلد
- Langenlois [الإنجليزية]‏
- روفيريتو.

## التقسيمات الإدارية
- Sparchen  [لغات أخرى]‏.

## أعلام
- مانفريد لينزماير
- فرانشيسكا بيير
- كورنيليوس روست
- فريدريش لست